# Mit Dir an meiner Seite
Mit Dir an meiner Seite (Originaltitel: The Last Song) ist eine US-amerikanische Verfilmung von Nicholas Sparks’ Bestseller The Last Song mit Miley Cyrus in der Hauptrolle. Regie führte Julie Anne Robinson, welche mit dem Film ihr Spielfilmdebüt gab. Mit Dir an meiner Seite wurde am 25. März 2010 in Los Angeles uraufgeführt und startete am 29. April 2010 in den deutschen, österreichischen und Schweizer Kinos.

## Handlung
Die Eltern der 17-jährigen Veronica „Ronnie“ Miller haben sich getrennt, und ihr Vater Steve ist von New York aufs Land gezogen. Ronnie wirft ihm noch immer vor, die Familie im Stich gelassen zu haben. Sie muss mit ihrem Bruder Jonah die Sommerferien bei ihrem Vater verbringen. Steve führt ein einfaches Leben und widmet seine Zeit der Fertigstellung eines Mosaikfensters der Dorfkirche. Es wurde bei einem mysteriösen Brand zerstört, bei dem Steve, Ronnies Vater, fast ums Leben kam. Jonah findet Gefallen daran, mit seinem Vater bastelnd die Zeit zu verbringen. Zu Ronnie jedoch findet Steve einfach keinen Zugang.
Ronnie trifft auf den selbstbewussten Will, zu dem sie auch abweisend ist, wie zu den meisten Menschen. Am Strand findet sie ein Gelege mit Eiern von Meeresschildkröten. Um es vor Waschbären zu schützen, schläft sie fortan am Strand. Als Ronnie das Seeaquarium um Unterstützung bittet, stellt sich heraus, dass Will dort als freiwilliger Helfer arbeitet. Die beiden entdecken schließlich Gemeinsamkeiten, und Ronnie kann endlich die Ferien genießen. Doch Wills Familie und seine Freunde sind von den Treffen mit Ronnie nicht begeistert, sodass ihre Gefühle füreinander auf die Probe gestellt werden.
Als Ronnies Vater einen Hustenanfall bekommt und zusammenbricht, muss er ins Krankenhaus. Ronnie findet heraus, dass er schon länger an Lungenkrebs leidet und den wahrscheinlich letzten Sommer seines Lebens mit seinen Kindern verbringen wollte. Zudem kommt heraus, dass nicht Ronnies Vater den Brand in der Kirche gelegt hat, wie die Dorfbewohner vermuten, sondern Wills Freund Scott Zeuge war, als ein anderer dort ein Feuer gelegt hatte. Ronnie beginnt wieder Klavier zu spielen und sich mit ihrem Vater zu versöhnen. Nachdem Steve gestorben ist, kehrt Ronnie nach New York zurück und geht dort auf die Juilliard School, von der sie schon, seit sie 5 Jahre alt war, beobachtet worden ist und nach ihrem Schulabschluss ein Stipendium bekommen hat. Dort lehrte auch ihr Vater.

## Hintergrund
Der Film wurde an verschiedenen Orten in Georgia gedreht, darunter in Savannah, Tybee Island sowie im Georgia Aquarium in Atlanta. Dabei wurde erstmals ein Spielfilm auf Tybee Island gedreht, auf der sich ein Schutzgebiet befindet. Um nicht für jedes Betreten dieses Schutzgebiets eine Genehmigung einholen zu müssen, wurden für die Dreharbeiten künstliche Dünen angelegt, die nach Beendigung des Filmdrehs aufgrund ihrer Natürlichkeit zurückbleiben durften. Die Dreharbeiten begannen am 15. Juni 2009 und endeten am 17. August 2009. Das Budget des Films wird auf 20 Millionen US-Dollar geschätzt. Seine Weltpremiere feierte der Film am 31. März 2010 in den USA und Kanada. Am 29. April 2010 startete der Film in den Kinos in Deutschland, Österreich und der Schweiz. Am Eröffnungswochenende spielte der Film in den USA über 16 Millionen US-Dollar ein. Insgesamt beliefen sich die Einnahmen in den USA auf über 62,9 Millionen US-Dollar.
Miley Cyrus wählte ihren Rollennamen Ronny in Gedenken an ihren Großvater Ron Cyrus, der 2006 verstarb. Mit einem Trainer versuchte sie ihren Südstaaten-Dialekt für die Dreharbeiten abzulegen. Zudem erlernte sie das Klavierspiel. Kelly Preston war erstmals nach dem Tod ihres Sohnes Jett Travolta in einem Kinofilm zu sehen. Liam Hemsworth erhielt die Rolle des Will Blakelee, nachdem er die Hauptrolle des Films Thor an seinen Bruder Chris Hemsworth abgeben musste. Ursprünglich sollte Taylor Lautner die Rolle des Will Blakelee spielen. Liam Hemsworth befürchtete, er könne nicht glaubhaft als Beachvolleyball-Spieler auftreten, da er nie zuvor diesen Sport ausgeübt hatte, bei seinem Vorsprechen hierzu jedoch gegenteilige Angaben gemacht hatte. Zudem musste Liam Hemsworth die Prüfung für einen Tauchschein ablegen, um die Szenen im Georgia Aquarium drehen zu können. Weiterhin besuchte er zusammen mit Greg Kinnear und Bobby Coleman einen Workshop über Glasmalerei. Jack Kingston ist in einem Cameo-Auftritt am Ende des Films in der Kirche neben Kelly Preston zu sehen.
Seit dem Spätsommer 2009 führte Miley Cyrus mit dem Schauspieler Liam Hemsworth, den sie bei den Dreharbeiten des Films kennenlernte, eine Beziehung. Seit dem 31. Mai 2012 waren die beiden verlobt, wie die Pressesprecher beiderseits bekanntgaben. Im September 2013 trennten sich Cyrus und Hemsworth, sind aber seit Dezember 2015 wieder zusammen und seit Januar 2016 erneut verlobt. Im Dezember 2018 haben sie geheiratet. Sie trennten sich wieder nach nur 9 Monaten Ehe.

## Soundtrack
When I Look at You, gesungen von Miley Cyrus, wurde ursprünglich für ihr nächstes Album geschrieben, dann aber für den Film verwendet, da es gut zu diesem passte. Das Lied läuft im Hintergrund des offiziellen Trailers sowie im Film selbst zu Beginn des Abspanns.
Für den Musiktitel She will be loved von Maroon 5, der als Single veröffentlicht wurde, wurde ein Musikvideo gedreht, in dem Kelly Preston zu sehen ist. Dieser Titel ist neben den beiden Musiktiteln When I Look at You und I Hope You Find It von Miley Cyrus auf dem Soundtrack zu finden, der 26. März 2010 von Hollywood Records veröffentlicht wurde. Er enthält 16 Musiktitel mit einer Gesamtspieldauer von 59:25 Minuten.
| Nr. | Titel                         | Interpret          | Dauer |
| --- | ----------------------------- | ------------------ | ----- |
| 1.  | Tyrant                        | OneRepublic        | 5:04  |
| 2.  | Bring On The Comets           | VHS Or Beta        | 4:02  |
| 3.  | Setting Sun                   | Eskimo Joe         | 3:49  |
| 4.  | When I Look at You            | Miley Cyrus        | 4:09  |
| 5.  | Brooklyn Blurs                | The Paper Raincoat | 4:15  |
| 6.  | Can You Tell                  | Ra Ra Riot         | 2:41  |
| 7.  | Down The Line                 | José González      | 3:10  |
| 8.  | Each Coming Night             | Iron & Wine        | 3:25  |
| 9.  | I Hope You Find It            | Miley Cyrus        | 3:55  |
| 10. | She Will Be Loved             | Maroon 5           | 4:16  |
| 11. | New Morning                   | Alpha Rev          | 3:44  |
| 12. | Broke Down Hearted Wonderland | Edwin McCain       | 3:02  |
| 13. | A Different Side Of Me        | Allstar Weekend    | 3:08  |
| 14. | No Matter What                | Valora             | 3:32  |
| 15. | Heart Of Stone                | The Raveonettes    | 3:55  |
| 16. | Steve's Theme                 | Aaron Zigman       | 3:18  |

## Synchronisation
Die deutsche Synchronbearbeitung entstand bei Film- & Fernseh-Synchron in München. Das Dialogbuch verfasste Solveig Duda, die zugleich Synchronregie führte.
| Darsteller       | Deutscher Sprecher  | Rolle           |
| ---------------- | ------------------- | --------------- |
| Miley Cyrus      | Shandra Schadt      | Veronica Miller |
| Liam Hemsworth   | Johannes Raspe      | Will Blakelee   |
| Greg Kinnear     | Bernd Vollbrecht    | Steve Miller    |
| Kelly Preston    | Bettina Weiß        | Kim             |
| Nick Searcy      | Claus Brockmeyer    | Tom Blakelee    |
| Melissa Ordway   | Katharina Iacobescu | Ashley          |
| Carly Chaikin    | Maren Rainer        | Blaze           |
| Bobby Coleman    | Lenny Peteanu       | Jonah Miller    |
| Nick Lashaway    | Benedikt Gutjan     | Marcus          |
| Lance E. Nichols | Tobias Lelle        | Pastor Harris   |
| Hallock Beals    | Benedikt Weber      | Scott           |
| Kate Vernon      | Elisabeth Günther   | Susan Blakelee  |

## Kritik
„Von einer Teenie-Romanze ins Familienmelodram umschlagendes Star-Vehikel der populären Hauptdarstellerin, das allzu sehr nach Schema F funktioniert, um für Zuschauer außerhalb der Fangemeinde seines Stars interessant zu sein.“

„Mit dir an meiner Seite drückt jeden Knopf, den man erwartet, lebt nur in der Gegenwart und betont damit noch mehr die Teenperspektive als das Buch. Miley and more ist die Devise dieses Films, der sich ganz seinem Jungstar verschreibt. Cyrus wird lachen und weinen, doch bis auf einen Song in den End-Credits nicht singen. Und das überrascht schon.“

## Auszeichnungen
2010 wurde Miley Cyrus bei den australischen Kids' Choice Awards in der Kategorie Favorite Movie Star sowie zusammen mit Liam Hemsworth in den Kategorien Cutest Couple sowie Favorite Kiss nominiert. Im selben Jahr wurde der Film bei den Teen Choice Awards in der Kategorie Choice Movie: Drama nominiert, während Miley Cyrus und Liam Hemsworth eine Nominierung in den Kategorien Choice Movie: Chemistry, Choice Movie: Dance und Choice Movie: Liplock erhielten. Den Teen Choice Award in der Kategorie Choice Movie: Breakout Male konnte Liam Hemsworth gewinnen, während Miley Cyrus in der Kategorie Choice Movie: Hissy Fit ausgezeichnet wurde. Bei den US-amerikanischen Kids' Choice Awards erhielt Miley Cyrus 2011 eine Auszeichnung in der Kategorie Favorite Movie Actress und wurde zugleich als schlechteste Schauspielerin für eine Goldene Himbeere nominiert.